# Rhésos (Euripide)
Pour les articles homonymes, voir Rhésus.
Rhésos (Ῥῆσος / Rhēsos) est une tragédie grecque transmise sous le nom d'Euripide, mais selon toute probabilité apocryphe. Elle daterait du IVe siècle av. J.-C. et décrit l'expédition d'Ulysse et de Diomède dans le camp troyen, pendant la guerre de Troie, épisode relaté dans le livre X de l’Iliade.

## Synopsis
Au milieu de la nuit, les Troyens sont à l'affût de l'activité de leurs ennemis : des feux suspects sont aperçus dans le camp achéen. Ils informent rapidement Hector, qui demande à prendre les armes, avant qu'Énée ne lui fasse remarquer à quel point l'assaut serait malavisé. La meilleure chose à faire, selon Énée, serait d'envoyer quelqu'un espionner le camp grec et voir ce que l'ennemi prépare. Dolon se propose de partir espionner les Achéens, mais réclame en échange de recevoir pour butin les chevaux d'Achille lorsque les Achéens seront vaincus. Hector accepte l'accord et l'envoie dans le camp ennemi. Dolon part en portant une peau de loup, et prévoit de tromper les Achéens en marchant à quatre pattes. Rhésos, le roi voisin de Thrace, arrive pour prêter main-forte aux Troyens peu après le départ de Dolon. Hector le réprimande pour son arrivée en retard sur le front, mais avoue que mieux vaut tard que jamais. Rhésos dit qu'il avait l'intention de venir dès le début de la guerre, mais qu'il a été contraint de défendre son pays contre une attaque des Scythes.       
Pendant ce temps, en route vers le camp troyen, Ulysse et Diomède tombent sur Dolon, le poursuivent, lui soutirent des informations et le tuent. Lorsqu'ils atteignent le camp avec l'intention de tuer Hector, Athéna les guide vers les quartiers de Rhésos, en leur affirmant qu'ils ne sont pas destinés à tuer Hector. Diomède égorge Rhésos et douze de ses Thraces pendant qu'Ulysse prend ses précieux chevaux avant de prendre la fuite. Des rumeurs se lèvent parmi l'armée de Rhésos au sujet d'un homme qui l'aurait trahi, et qu'Hector avait commandité. Hector arrive à rejeter la faute sur les sentinelles et, en raison du caractère sournois de l'attaque, le coupable ne peut être qu'Ulysse. La mère de Rhésos, une des neuf Muses, arrive ensuite et blâme les véritables responsables : Ulysse, Diomède et Athéna. Elle annonce aussi la résurrection imminente de Rhésos, qui va devenir immortel mais sera envoyé dans une grotte souterraine.
Cette courte pièce est plus remarquable si on la compare avec le chant X de l’Iliade. La partie où apparaît Dolon est reléguée au second plan, et la pièce est beaucoup plus attachée au personnage de Rhésos et aux réactions face à son assassinat par les Achéens.

## Traductions modernes
- Edward P. Coleridge, 1891 – en prose anglaise : full text
- Gilbert Murray, 1911 – en vers anglais : full text
- G. Theodoridis, 2010 – en prose anglaise : full text
- En français : François Jouan, Euripide, Tragédies, t. VII, 2e partie, Paris, Les Belles Lettres, 2004.

## Sources
- Walton, J. Michael. 1997. Introduction. In Plays VI. By Euripides. Methuen Classical Greek Dramatists ser. London: Methuen. vii-xxii.  (ISBN 0-413-71650-3).